# 中方 (掛川市)
中方（なかほう）は、静岡県掛川市にある大字。

## 地理

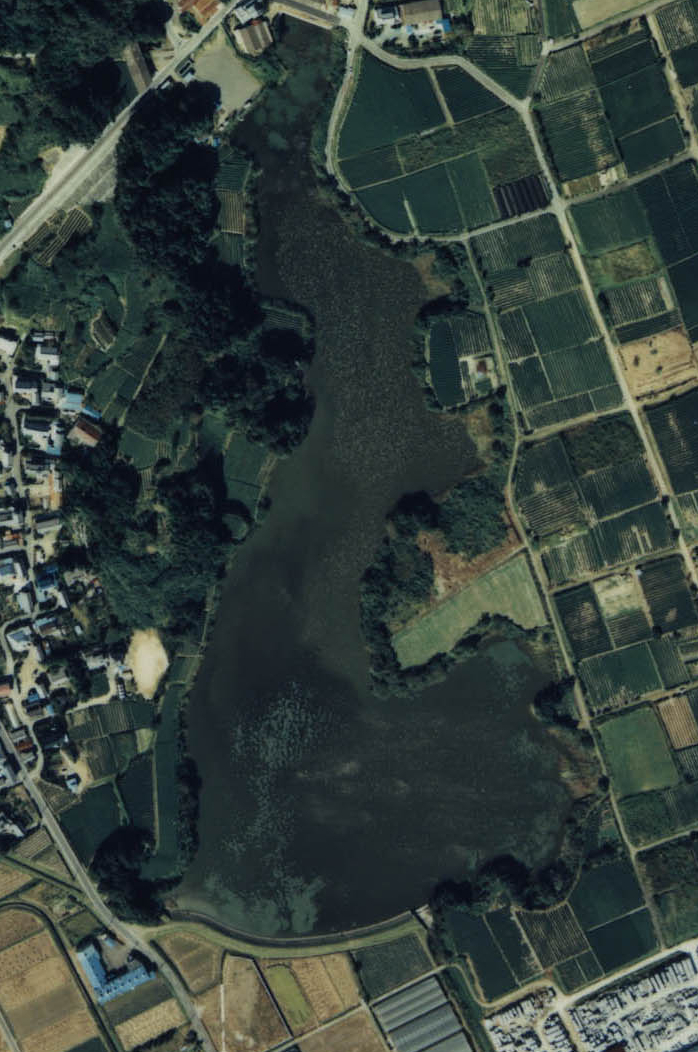
近江ヶ谷池の航空写真（1988年撮影）。

静岡県掛川市の南部に位置する。合併前の旧大東町においては北東部に位置していた。円形のような形状の大字であるが、一部は静岡県道79号吉田大東線に至るまで突出している。西から中央にかけては山地が多く、山林とそれを開墾した茶畑が広がっている。東端も山林が多くみられる。北から南に向かって佐束川が流れており、その周囲には平地が形成されていることから、稲田が広がっている。南西には近江ヶ谷池が水を湛えている。
集落としては、大部分の領域が「中方」を形成しているが、北の一部の領域は隣接する大字である小貫などとともに「小貫」を構成している。集落は地縁血縁等の繋がりや歴史的経緯によって形成されるため、大字とは範囲が異なっているためである。掛川市の自治区としては、集落としての中方は単独で中方区を形成しており、集落としての小貫も単独で小貫区を形成している。そのため、自治区としての中方区の範囲は、大字として「中方」と住所表記される範囲とは異なっている。掛川市では大字別の人口と自治区別の人口を公表しているが、前述の理由により大字としての中方と自治区としての中方区とでは人口に差異が生じる。

### 河川
- 佐束川
- 小貫川

### 湖沼
- 近江ヶ谷池

## 歴史
中方と呼ばれている地は、かつては遠江国城東郡狭束郷に属しており、もともとは自然村である佐束村の一部であった。その後、佐束村は高瀬村、小貫村、中方村の3村に分割されることになり、寛永2年に中方村が成立した。中方村は、当初は横須賀藩領であったが、天和2年に幕府領となり、元禄年間に旗本の長谷川氏領となった。その後、永年に亘り幕府要職を歴任した青山忠裕が、その功績により加増されることになった。忠裕は丹後国で篠山藩の藩主を務めていたが、新たに加増されたのは遠く離れた遠江国の村々であった。その結果、中方村は文政10年より篠山藩領となった。内山真龍の『遠江国風土記伝』によれば、当時の中方村の石高は691石6斗5升2合5勺であったとされる。また、宗禪寺の除地が1石、全體寺の除地が9畝3歩半、とされている。農業が盛んであり、米をはじめとする五穀、蕎麦、胡麻、牛蒡、蕗、萵苣、藍、木綿などが栽培されていた。用水としては主として溜池が活用されていた。『角川日本地名大辞典』によれば、中方村の鎮守は大明神社とされている。明治元年には駿府藩領となり、明治2年には静岡藩領となった。この中方村が、のちの中方に該当する。
町村制が施行された1889年（明治22年）に高瀬村、小貫村、中方村は再び合併することになり、佐束村が設置された。その際に従来の自然村は大字とされることになり、佐束村の大字として中方が設置された。大字である中方には佐束村役場が置かれた。さらに佐束村は土方村と合併することになり、この地は1955年（昭和30年）1月より城東村の一部となった。1968年（昭和43年）4月1日、高瀬と小貫の2集落により上佐束区が、中方と岩滑の2集落により下佐束区が、それぞれ自治区として設置された。さらに大浜町と城東村が合併し、1973年（昭和48年）4月よりこの地は大東町の一部となった。のちに大東町が掛川市、大須賀町と合併することになり、2005年（平成17年）4月よりこの地は掛川市の一部となった。2006年（平成18年）4月より旧佐束村では各集落ごとに単独の自治区を形成することになり、高瀬区、小貫区、中方区，岩滑区の４区が発足した。

### 地名の由来
中方は、かつては「中保」と表記されていた。内山真龍の『遠江国風土記伝』によれば、「中」は上中下の中、「保」はかつての行政単位の保に因んでいるという。

### 沿革

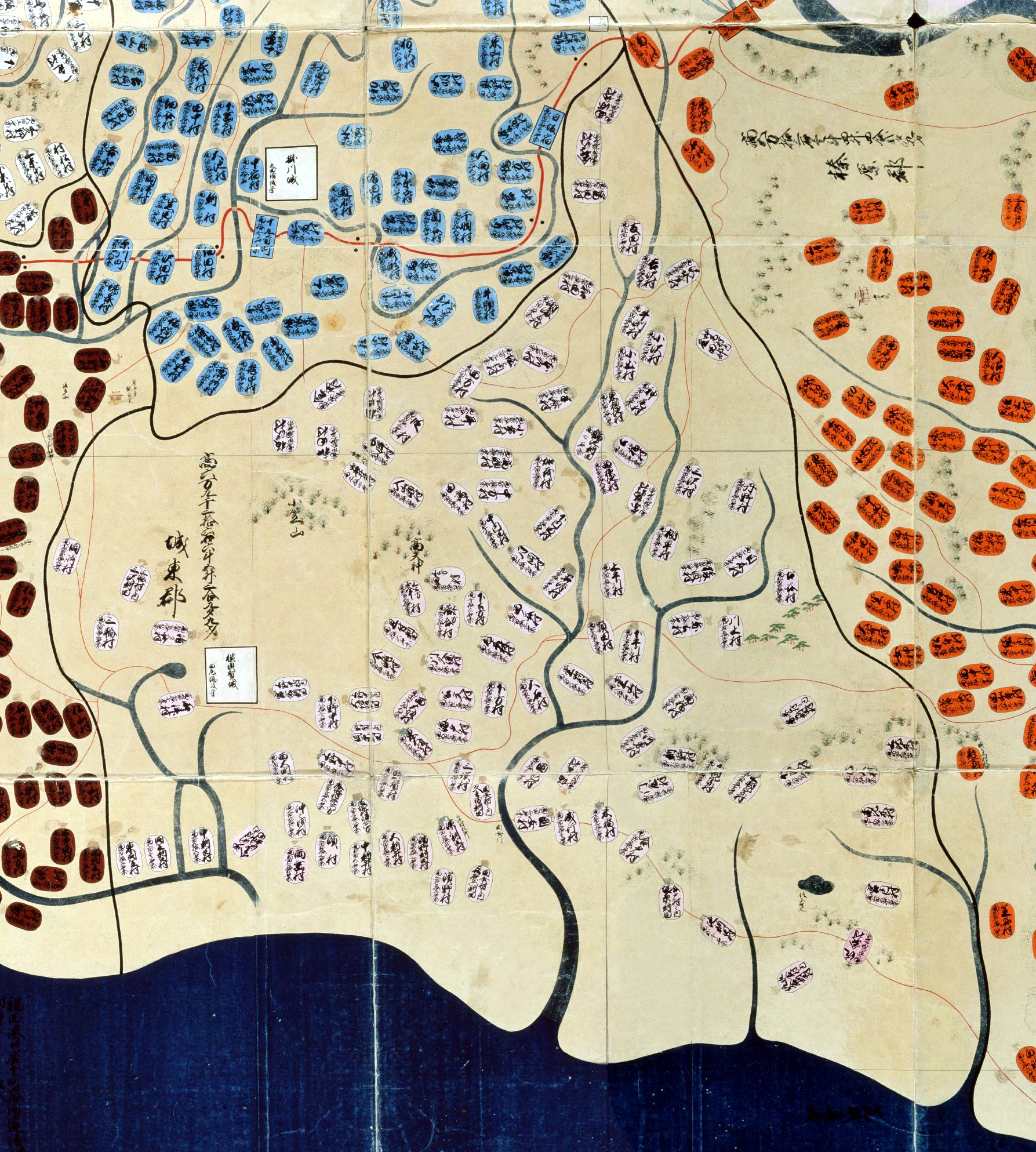
江戸時代に描かれた「遠江國」（『天保國繪圖』天保9年）。城東郡の村は薄桃色で示されており「中方村」がみえる

- 寛永2年 - 遠江国城東郡佐束村を分割し、高瀬村、小貫村、中方村を設置。
- 1871年 - 城東郡が静岡県に移管。
- 1871年 - 城東郡が浜松県に移管。
- 1876年 - 城東郡が静岡県に移管。
- 1889年 - 静岡県城東郡高瀬村、小貫村、中方村が合併して佐束村を設置。佐束村の大字として中方を設置[6][8]。
- 1896年 - 静岡県佐野郡、城東郡が合併して小笠郡を設置。
- 1955年 - 静岡県小笠郡佐束村、土方村が合併して城東村を設置。
- 1973年 - 静岡県小笠郡大浜町、城東村が合併して大東町を設置。
- 2005年 - 静岡県掛川市、小笠郡大東町、大須賀町が合併して掛川市を設置。

## 世帯数と人口
2024年（令和6年）11月末日現在の世帯数と人口は以下の通りである。
| 大字 | 世帯数  | 人口  |
| ---- | ------- | ----- |
| 中方 | 236世帯 | 680人 |

## 事業所
2021年（令和3年）現在の事業所数と従業員数は以下の通りである。
| 大字 | 事業所数 | 従業員数 |
| ---- | -------- | -------- |
| 中方 | 21事業所 | 297人    |

## 小・中学校の学区
公立小・中学校に通う場合、学区は以下の通りとなる。
| 番地 | 小学校             | 中学校             |
| ---- | ------------------ | ------------------ |
| 全域 | 掛川市立佐束小学校 | 掛川市立城東中学校 |

## 交通

### 道路
- 静岡県道79号吉田大東線
- 静岡県道247号中方千浜線

## 施設

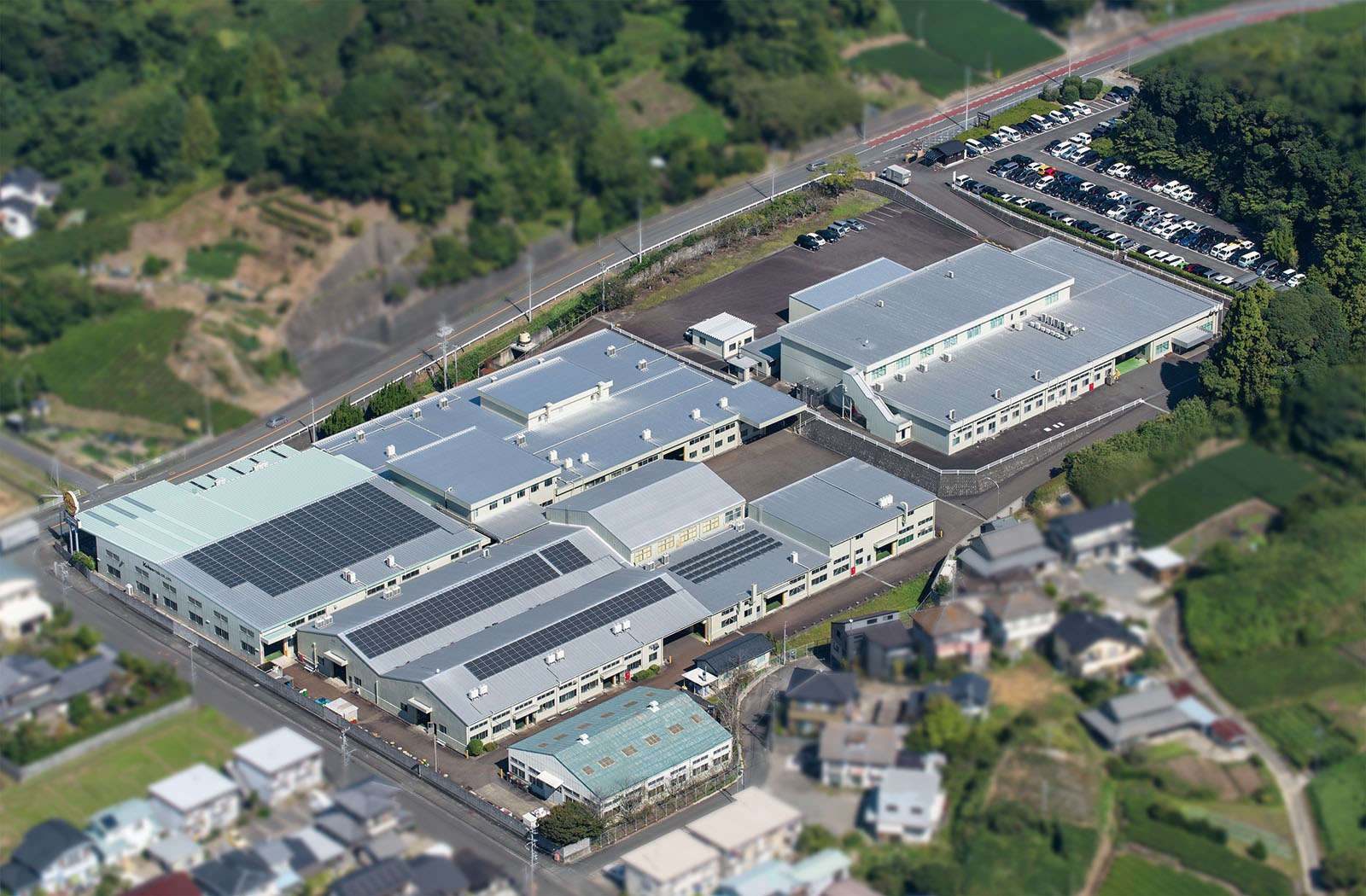
山下工業研究所

- 佐束公民館[12]
- 中方農業構造改善センター[13]
- 城東郵便局[14]
- 掛川市消防団大東第五分団[15]
- 中島歯科医院[16]
- ウエルシア掛川中方店[17]
- 春日神社[18]
- 宗禪寺[19]
- 株式会社山下工業研究所[20]
- 積栄工業株式会社[21]

## その他

### 郵便
- 郵便番号：437-1402[4]（集配局：遠江大東郵便局）

### 警察
警察の管轄区域は以下の通りである。
| 番地 | 警察署     | 交番・駐在所 |
| ---- | ---------- | ------------ |
| 全域 | 掛川警察署 | 大東交番     |

### 消防
消防の管轄区域は以下の通りである。
| 番地 | 消防署・分署 | 消防団分団   |
| ---- | ------------ | ------------ |
| 全域 | 南消防署     | 大東第五分団 |

### 自衛隊
陸上自衛隊の管轄区域は以下の通りである。
| 番地 | 方面隊     | 師団・旅団 | 部隊               |
| ---- | ---------- | ---------- | ------------------ |
| 全域 | 東部方面隊 | 第一師団   | 第三十四普通科連隊 |

### 註釈
1. ↑  今日では「遠江国風土記伝」と表記するのが一般的であるが、1900年に発行された『逺江國風圡記傳』では「逺江國風圡記傳」との表記を用いているため、同書に関する出典表記はそれに倣った。